# Dan Perjovschi
Pour les articles homonymes, voir Perjovschi.
Dan Perjovschi, né le 29 octobre 1961 à Sibiu (Roumanie), est un artiste, écrivain et dessinateur roumain.

## Biographie

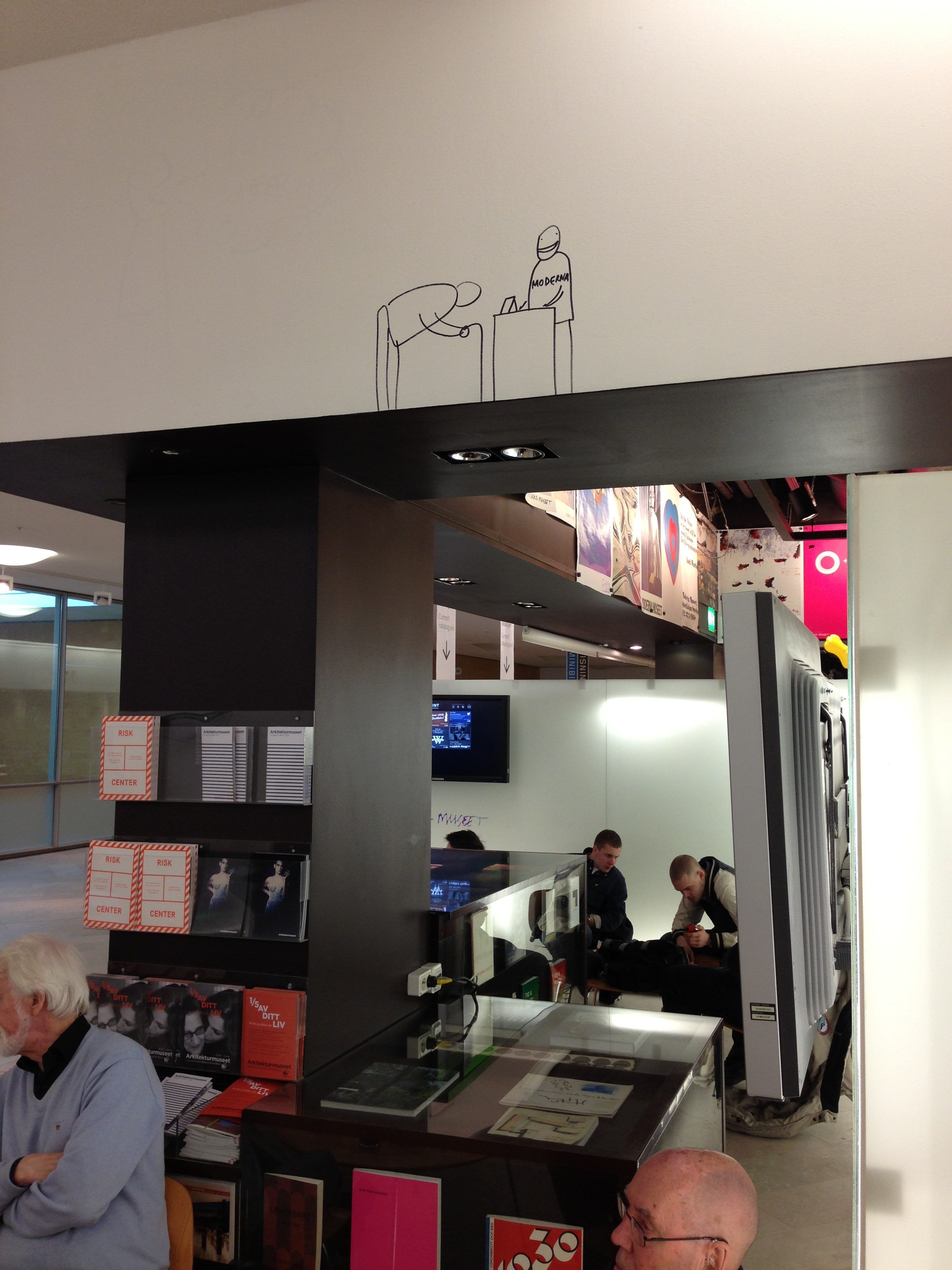
Un dessin de Dan Perjovschi à l'entrée du Moderna Museet à Stockholm, 2013.

Dan Perjovschi et sa femme Lia ont leur première exposition rétrospective au Nasher Museum of Art de l'Université Duke à l'automne 2007.
En 2009, Dan Perjovschia crée sa première réalisation permanente à la Bibliothèque nationale tchèque de technologie à Prague. L'œuvre se compose de 200 dessins monumentaux sur les murs en béton de l'atrium principal du bâtiment.
En 2010, Dan Perjovschi est artiste international en résidence au Spencer Museum of Art de l'Université du Kansas à Lawrence, au Kansas. Il crée une installation dans la cour centrale du musée et s'engage avec des étudiants de divers départements de l'université.

## Représentation
Dan Perjovschi est représenté par la Lombard Freid Gallery, à New York, la galerie Michel Rein, à Paris et Gregor Podnar, à Berlin.

## Récompenses et distinctions
En mars 2013, Dan et Lia Perjovschi reçoivent le prix Princesse Margriet de la Fondation européenne de la culture.